# Гамбург-Дульсберг
Дульсберг (нім. Dulsberg) — частина району Гамбург-Північ вільного та ганзейського міста Гамбург. До 1951 року разом з Бармбек-Зюд та Бармбек-Норд місцевість утворювала район Бармбек.